# The Startup Kids
The Startup Kids er en dokumentarfilm om unge IT-iværksættere i USA og Europa. Den indeholder interviews med grundlæggerne af Vimeo, Dropbox, Soundcloud, Debito med flere - der taler om, hvordan de startede deres virksomhed og deres liv som iværksættere. Fælles for de interviewede virksomheder er, at de alle på hver deres måde har sat et markant aftryk på internettet.
I dokumentaren interviews samtidig investorer, venture kapitalister om hvilken forskel disse tech-virksomheder har haft på internettet de sidste 10 år.
I filmen medvirker blandt andet: 
- Brian Wong
- Alexander Ljung
- Jessica Mah
- Leah Culver
- Ben Way
- Zach Klein